# Європейський рентгенівський лазер на вільних електронах

Країни-партнери проєкту European XFEL позначені темним кольором.

Європейський рентгенівський лазер на вільних електронах (англ. European x-ray free electron laser, European XFEL) — міжнародний проєкт, який стосується створення найбільшого в світі лазера на вільних електронах, призначеного для спостереження за ходом хімічних реакцій. У будівництві беруть участь 12 країн (основні — Німеччина і Росія). Проєкт розроблений дослідним центром DESY і представлений в 2002 році.
Лазерна установка завдовжки 3,4 км розташована в Німеччині на глибині від 6 до 38 метрів під землею і простяглася від лабораторії DESY в Гамбурзі до окраїни Шенефельда, де на території 15 гектарів побудовані адміністративні будівлі, експериментальні станції і лабораторії. Будівельні роботи почалися в 2009 році, офіційно був запущений в 2017 році.

## Конструкція
Лазер генерує синхротронне випромінювання високої інтенсивності, опромінене електронами, прискореними до релятивістських швидкостей. XFEL побудований так, щоб електрони синхронізовано викликали рентгенівське випромінювання, що забезпечує рентгенівські імпульси з властивостями лазерного випромінювання та інтенсивністю, що значно перевершує одержувану в традиційних джерелах СІ так званого третього покоління. Лазер буде найпотужнішим у світі джерелом рентгенівського випромінювання.
Електрони через надпровідний лінійний прискорювач з максимальною енергією 17,5 Гев потраплять в магнітні поля ондуляторів, де будуть рухатися по викривленим (синусоїдальним) траєкторіям, випромінюючи в рентгенівському діапазоні. Для створення ефекту надпровідності елементи прискорювача охолоджуються рідким гелієм до температури мінус 271 °C.
Рентгенівське випромінювання буде генеруватися самопосилюючою спонтанною емісією, коли електрони взаємодіють з випромінюванням, яке створюється сусідніми електронами. Спонтанна емісія хвильових пакетів дозволить отримувати до 30 тисяч імпульсів в секунду, а яскравість випромінювання буде перевершувати існуючі аналоги.

## Вивчення
Тривалість імпульсів не буде перевищувати 100 фемтосекунд, що дозволить досліджувати хімічні реакції, які дуже швидкі, щоб вивчати їх іншими методами. Довжина хвилі рентгенівського лазерного випромінювання буде змінюватися від 0,05 до 6 нм, дозволяючи проводити вимірювання на атомному масштабі довжини.
Спочатку передбачається створити 3 канали виведення фотонних пучків з 6 експериментальними станціями, надалі планується збільшити ці числа до 5 каналів і 10 станцій. Лазер буде використовуватись для експериментів у галузі фізики, хімії, наук про матеріали, біології та нанотехнології.

## Будова
На будівництво та введення в експлуатацію планується витратити 1,22 млрд євро. 58 % цієї суми надає Німеччина, 27 % — Росія.
9 січня 2009 початок підготовчих робіт на будмайданчику.
23 липня 2009 року Росія приєднується до проєкту.
28 вересня 2009 року для організації будівництва та експлуатації проєкту створена некомерційна організація European XFEL GmbH, основним акціонером якої спочатку був DESY.
4 лютого 2010 року Франція підтверджує свою участь у проєкті.
7 липня 2010 року по 6 серпня 2011 року прокладка першого тунелю.
8 вересня 2010 року Польща приєднується до проєкту.
12 січня 2011 року по 7 червня 2012 року прокладка другого тунелю.
7 жовтня 2011 року Іспанія приєднується до проєкту.
26 липня 2012 року з Росії доставлені 125 магнітів.
6 червня 2013 року завершені всі підземні роботи.
30 вересня 2013 року установка інжектора електронів.
18 грудня 2014 року Велика Британія приєднується до проєкту.
25 серпня 2015 року встановлено перше наукове обладнання.
1 березня 2016 року зібрано перший ондулятор.
26 вересня 2016 року установка в тунелі надпровідникових сегментів прискорювача.
6 жовтня 2016 року офіційна дата введення в експлуатацію установки.
1 вересня 2017 року в Гамбурзі був запущений Європейський рентгенівський лазер на вільних електронах.